# Lai Châu, Yên Đài
Lai Châu (tiếng Trung: 莱州市, Hán Việt: Lai Châu thị) là một thành phố cấp huyện của địa cấp thị Yên Đài, tỉnh Sơn Đông, Cộng hòa Nhân dân Trung Hoa. Thành phố này có diện tích 1878 km2, dân số 870.000 người. Thành phố Lai Châu có các đơn vị hành chính gồm 5 nhai đạo sự biện xứ và 11 trấn.